# Грабя (Лодзинське воєводство)
Грабя (пол. Grabia) — село в Польщі, у гміні Сендзейовиці Ласького повіту Лодзинського воєводства.
Населення — 127 осіб (2011).
У 1975-1998 роках село належало до Серадзького воєводства.

## Демографія
Демографічна структура станом на 31 березня 2011 року:
|          | Загалом | Допрацездатний вік | Працездатний вік | Постпрацездатний вік |
| -------- | ------- | ------------------ | ---------------- | -------------------- |
| Чоловіки | 63      | 11                 | 41               | 11                   |
| Жінки    | 64      | 3                  | 35               | 26                   |
| Разом    | 127     | 14                 | 76               | 37                   |